# Tales from the Script: Greatest Hits
Tales from the Script: Greatest Hits è la prima raccolta del gruppo musicale irlandese The Script, pubblicata nel 2021.

## Tracce
1. Breakeven – 4:20
2. The Man Who Can't Be Moved – 4:00
3. For the First Time – 4:12
4. Nothing – 4:31
5. Hall of Fame (feat. will.i.am) – 3:22
6. If You Could See Me Now – 3:38
7. Superheroes – 4:02
8. Six Degrees of Separation – 3:52
9. Rain – 3:30
10. Arms Open – 4:02
11. The Last Time – 3:17
12. Run Through Walls – 3:28
13. Before the Worst – 3:23
14. We Cry – 3:44
15. Science & Faith – 4:20
16. No Good in Goodbye – 5:08
17. Never Seen Anything 'Quite Like You' (acoustic) – 3:48
18. I Want It All – 3:07